# Élections législatives de 1848 dans la Mayenne
Les élections législatives françaises de 1848 se déroulent les 23 et 24 avril 1848. Dans le département de la Mayenne, neuf députés sont à élire dans le cadre d'un scrutin majoritaire plurinominal.

## Mode de scrutin
Ces élections sont les premières à se dérouler au suffrage universel masculin depuis celles de 1792. Elles ont lieu au scrutin majoritaire plurinominal départemental à un tour. Les candidatures multiples sont autorisées : un même candidat peut se présenter dans plusieurs départements différents.

### Liste républicaine
| N° | Candidats | Candidats              | Parti                      | Principales fonctions |
| -- | --------- | ---------------------- | -------------------------- | --------------------- |
| 01 |           | Joseph Duboys-Fresney  | Républicains modérés       |                       |
| 02 |           | Paul Boudet            | Républicains conservateurs |                       |
| 03 |           | Jules Bernard-Dutreil  | Républicains modérés       |                       |
| 04 |           | Louis Bigot            | Républicains conservateurs |                       |
| 05 |           | Louis Chenais          | Républicains modérés       |                       |
| 06 |           | Charles Goyet-Dubignon | Républicains conservateurs |                       |
| 07 |           | Jules Roussel          | Républicains conservateurs |                       |
| 08 |           | Émile Jamet            | Républicains modérés       |                       |
| 09 |           | Urbain Chartrier       | Républicains conservateurs |                       |

### Liste parti de l'Ordre
| N° | Candidats | Candidats                                | Parti        | Principales fonctions |
| -- | --------- | ---------------------------------------- | ------------ | --------------------- |
| 01 |           | Louis Marie de Lahaye de Cormenin        | Conservateur |                       |
| 02 |           | Henri Lacordaire                         | Conservateur |                       |
| 03 |           | Michel Georges de La Broise              | Légitimiste  |                       |
| 04 |           | Alfred Xavier de La Douespe du Fougerais | Légitimiste  |                       |
| 05 |           | Emmanuel Jean de Cœurdoux                | Légitimiste  |                       |
| 06 |           | Charles de Bourmont                      | Légitimiste  |                       |
| 07 |           | Sébastien Couanier de Launay             | Légitimiste  |                       |
| 08 |           | Emmanuel Dambray                         | Légitimiste  |                       |
| 10 |           | Claude de Berset                         | Légitimiste  |                       |
| 11 |           | Charles-François-Xavier Müller           | Légitimiste  |                       |

Une liste est combinée pour représenter toutes les opinions du Parti de l'Ordre.

### Liste Montagne
| N° | Candidats | Candidats                    | Parti    | Principales fonctions |
| -- | --------- | ---------------------------- | -------- | --------------------- |
| 01 |           | Jean-Julien Godard-Beauchêne | Montagne |                       |
| 02 |           | Alexandre Fournier           | Montagne |                       |
| 03 |           | Charles Angot                | Montagne |                       |
| 04 |           | Grisier                      | Montagne |                       |

## Élus et résultats
105 253 inscrits et 93 437 votants.
| Ordre d'élection | Député | Parti / Groupe / Idéologie | Parti / Groupe / Idéologie | Votes  | Elu |
| ---------------- | --- | -------------------------- | -------------------------- | ------ | --- |
| 4e               | Joseph Duboys-Fresney |                            | Républicains modérés       | 53405  | oui |
| 3e               | Charles Goyet-Dubignon |                            | Républicains conservateurs | 60613  | oui |
| 1er              | Louis Bigot * |                            | Républicains conservateurs | 77796  | oui |
| 5e               | Jules Roussel |                            | Républicains conservateurs | 46288  | oui |
| 6e               | Jules Bernard-Dutreil |                            | Républicains modérés       | 46184  | oui |
| 9e               | François Adolphe Chambolle, élu le 17 septembre 1848, lors d’une élection partielle motivée par l’option de Cormenin pour l’Yonne |                            | Orléaniste                 | 39949  | oui |
| 8e               | Paul Boudet * |                            | Républicains conservateurs | 39966  | oui |
| 2e               | Émile Jamet |                            | Républicains modérés       | 70869  | oui |
| 7e               | Louis Chenais * |                            | Républicains modérés       | 43992  | oui |
| 10e              | Henri Lacordaire |                            | Conservateur               | 34795  | non |
| 11e              | Urbain Chartier |                            | Républicains conservateurs | 33947  | non |
| 12e              | Michel de La Broise |                            | Légitimiste                | 31267  | non |
| 13e              | Alfred Xavier de La Douespe du Fougerais                                                                                          |                            | Légitimiste                | 30956  | non |
| 14e              | Emmanuel Jean de Cœurdoux |                            | Légitimiste                | 27991  | non |
| 15e              | Louis de Berset |                            | Légitimiste                | 28150  | non |
| 16e              | Sébastien Couanier de Launay |                            | Légitimiste                | 22971  | non |
| 17e              | Jean-Julien Godard-Beauchêne |                            | Montagne                   | 21071  | non |
| 18e              | Charles de Bourmont |                            | Légitimiste                | 170651 | non |
| 19e              | Alexandre Fournier |                            | Montagne                   | 13337  | non |
| 20e              | Charles Angot |                            | Montagne                   | 13280  | non |
| 21e              | Emmanuel Dambray |                            | Légitimiste                | 13099  | non |
| 22e              | Grisier |                            | Montagne                   | 11609  | non |
| 23e              | Charles-François-Xavier Müller |                            | Légitimiste                | 11577  | non |
| 24e              | Jean-Baptiste Couasnier |                            |                            | 7874   | non |
| 25e              | Pierre René Martinet * |                            |                            | 7513   | non |
| 26e              | Henri de La Rochelambert |                            |                            | 6895   | non |
| 27e              | César Chevalier-Malibert (fils)                                                                                                   |                            |                            | 4486   | non |
| 28e              | Paul Foubert |                            |                            | 766    | non |

## Sources
- L'Indépendant de l'Ouest, 30 avril 1848